# Paduka Hj Abdul Salam Momin

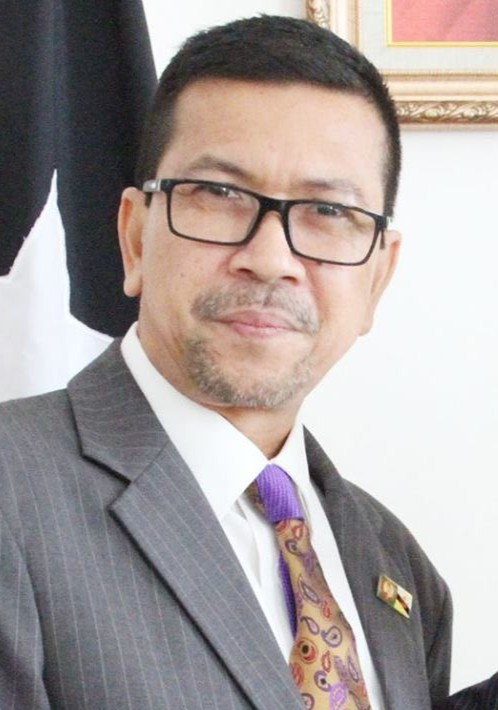
Paduka Hj Abdul Salam Momin (2016)

Paduka Hj Abdul Salam Momin oder Paduka Hj Abdul Salam Abdul Momin (* 1961) ist ein bruneiischer Beamter und Diplomat. Von 2015 bis 2016 war er der erste Botschafter des Sultanats in Osttimor. Er trägt den Ehrentitel Dato.

## Werdegang
Am 23. August 2008 wurde Dato Paduka Hj Abdul Salam Momin zum permanent secretary im Gesundheitsministerium Brunei ernannt. Davor war er deputy private and confidential secretary im Büro des Sultans.
Vom 20. November 2012 an war er zweiter Sekretär des neuen Legislativrates (LegCo).
Am 10. März 2015 wurde Dato Paduka Hj Abdul Salam Momin von Sultan Hassanal Bolkiah zum Botschafter Bruneis in Osttimor ernannt. Die Botschaft in Dili wurde noch im selben Monat im Timor Plaza Hotel eröffnet. Am 9. Juni 2015 wurde Dato Paduka Hj Abdul Salam Momin akkreditiert. 2016 wurde er von Norazlianah binti Ibrahim abgelöst.